# Reserva forestal Chaviyú
La Reserva Forestal Chaviyú está situado cerca de la ciudad de Federación, del Departamento Federación en la Provincia de Entre Ríos.

## Ambiente
La reserva está constituida por un monte de Eucalyptus y por él hace su recorrido el Río Uruguay.
A 12 kilómetros de la planta urbana, se encuentra el espacio natural más deleitante que se pueda hallar en los alrededores de Federación. Conocido como «Paraje Chaviyú» o «Cantera Chaviyú», también fue «Parada Chaviyú», ya que su origen estuvo relacionado con la traza del ferrocarril, en el que a esa altura funcionaba una estación, hoy desaparecida, debido a que se levantaron los rieles del Ferrocarril en el año 1979 cuando se procedió al llenado del embalse de Salto Grande, al ponerse en funcionamiento la represa. 
El predio sufriría entonces modificaciones, aunque no perdió su belleza natural y su preciado tesoro, por la cual es considerada actualmente una «reserva», ya que bajo su intensa capa verde de suelo natural, se encuentra uno de los mayores yacimientos de canto rodado en la zona.
El inmueble fue transferido al estado municipal por la ONABE (Organización Nacional de Bienes Estatales) en el año 1999, ya que desde el año 1931 el inmueble correspondía al Estado Nacional Argentino – Co. Del Ferrocarril Nordeste Argentino Limitado. La propiedad cuenta con una superficie de 132 hectáreas en total, de las cuales hay 85 has. que forestadas con una especie de Eucaliptus denominada Rostrata (sin valor comercial), la que fue resultado de un experimento, en el cual se trató de lograr un híbrido de las especies saligna y globulus.
El camino a Chaviyú es un atractivo recorrido en el que se transita en medio de quintas cítricas, cipreses, por calles de ripio y una exuberante vegetación que hace más entretenido el viaje.
Para quienes no conocen, el trayecto hasta este verdadero paraíso a la vera del lago está perfectamente señalizado: deben tomar el camino hacia el ex emplazamiento, por el terraplén que une nueva y vieja ciudad, y prestando atención a los carteles se arribará a un portón en forma de tranquera, en el que inmediatamente se inicia un monte de eucaliptos. Internarse en este bosque de árboles añejos es una experiencia incomparable al salir del mismo se alumbra la imagen del imponente lago, custodiada por suaves lomadas verdes que terminan en la orilla en forma irregular, en barrancas, playadas y bahías que enriquecen el paisaje.
No es menor la riqueza de la fauna, que va más allá de las especies ictícolas muy tentadoras para los numerosos pescadores y acampantes que se acercan al lugar. También son muy diversas las especies de aves, zorros, liebres, lagartos y otros animales que se asocian al espectáculo natural que sólo un lugar como Chaviyú puede contener sintetizando sol, cielo, agua y tierra.

## Fauna
En la reserva hay numerosas especies de aves, liebres, vacas, peces, tales como bagres, Sabalos, bogas.
- Datos: Q6106251